# Communauté de communes du Val de Saire
Die  Communauté de communes du Val de Saire ist ein ehemaliger französischer Gemeindeverband mit der Rechtsform einer Communauté de communes im Département Manche in der Region Normandie. Sie wurde am 28. Dezember 1993 gegründet und umfasste 16 Gemeinden. Der Verwaltungssitz befand sich im Ort Quettehou.

## Historische Entwicklung
Mit Wirkung vom 1. Januar 2017 fusionierte der Gemeindeverband mit
- Communauté de communes des Pieux,
- Communauté de communes de la Côte des Isles,
- Communauté de communes de la Vallée de l’Ouve,
- Communauté de communes du Cœur du Cotentin,
- Communauté de communes de la Région de Montebourg,
- Communauté de communes de Douve et Divette,
- Communauté de communes de Saint-Pierre-Église sowie
- Communauté de communes de la Saire

und bildete so die Nachfolgeorganisation Communauté d’agglomération du Cotentin.

## Ehemalige Mitgliedsgemeinden
1. Anneville-en-Saire
2. Aumeville-Lestre
3. Barfleur
4. Crasville
5. Montfarville
6. Morsalines
7. Octeville-l’Avenel
8. La Pernelle
9. Quettehou
10. Réville
11. Sainte-Geneviève
12. Saint-Vaast-la-Hougue
13. Teurthéville-Bocage
14. Valcanville
15. Le Vicel
16. Videcosville